# Ouaklim
Ouaklim (franska: Ouaklim (CR), Ouaklim (Commune Rurale), arabiska: امسمرير) är en kommun i Marocko.   Den ligger i provinsen Tinghir och regionen Drâa-Tafilalet, 300 km söder om huvudstaden Rabat. Antalet invånare är 8 902.